# Saint-Germain-des-Bois (Cher)
Saint-Germain-des-Bois település Franciaországban, Cher megyében. Lakosainak száma 614 fő (2022. január 1.). Saint-Germain-des-Bois Chavannes, Contres, Dun-sur-Auron, Levet, Saint-Denis-de-Palin, Senneçay, Serruelles, Uzay-le-Venon és Vorly községekkel határos.

## Népesség
A település népessége az elmúlt években az alábbi módon változott:
| Lakosok száma | 515  | 557  | 594  | 568  | 624  | 624  | 628  | 637  | 637  | 614  |
|               | 1968 | 1982 | 1990 | 2006 | 2013 | 2015 | 2017 | 2019 | 2020 | 2022 |